# Dominion des Fidji
1970–1987
Entités précédentes :
- Colonie des Fidji (en)

Entités suivantes :
- République des Fidji

Le dominion des Fidji est le nom officiel des Fidji entre le 10 octobre 1970 et le 6 octobre 1987. Il s'agissait d'un royaume du Commonwealth reconnaissant le monarque britannique comme chef d'État. La république des Fidji est proclamée après deux coups d'État militaires, le 6 octobre 1987.

## Histoire
Lorsque la domination britannique prend fin en 1970, les Fidji obtiennent leur indépendance en tant que dominion. La reine du Royaume-Uni, Élisabeth II, reste chef de l'État en tant que reine des Fidji, représentée par le gouverneur général qui exerce la majeure partie de ses pouvoirs constitutionnels. Trois personnes ont occupé cette fonction :
1. Sir Robert Sidney Foster (10 octobre 1970 – 13 février 1973) ;
2. Ratu Sir George Cakobau (13 février 1973 – 12 février 1983) ;
3. Ratu Sir Penaia Ganilau (12 février 1983 – 6 octobre 1987).

Deux Premiers ministres (chefs du gouvernement fidjien) se succèdent durant cette période :
1. Ratu Sir Kamisese Mara (10 octobre 1970 – 13 avril 1987) ;
2. Timoci Bavadra (13 avril – 14 mai 1987).

Élisabeth II visite les Fidji avant l'indépendance en 1953, 1963 et 1970, et après l'indépendance en 1973, 1977 et 1982.
Après l'élection d'un gouvernement à dominante indienne, sous l'autorité du Premier ministre Timoci Bavadra, le 13 avril 1987, le lieutenant-colonel Sitiveni Rabuka réalise un premier coup d'État militaire le 14 mai suivant. Dans un premier temps, celui-ci exprime sa loyauté envers la reine. Cependant, le gouverneur général, Ratu Sir Penaia Ganilau, soucieux de faire respecter la Constitution fidjienne, refuse de prêter serment au nouveau gouvernement, autoproclamé, dirigé par Rabuka, qui déclare donc la république le 6 octobre 1987. Le gouvernement britannique accepte cette déclaration le 15 octobre, et Ganilau démissionne formellement le même jour, avant de devenir le premier président des Fidji en décembre 1987.
Jusqu'en 1987, la plus haute juridiction des Fidji est le Comité judiciaire du Conseil privé à Londres, qui se situe au-dessus de la Cour suprême des Fidji dans le système judiciaire fidjien.